# Ricardo Rendón
Ricardo Rendón, kolumbijski karikaturist, * 11. junij 1894, Rionegro, † 28. oktober 1931, Bogotá.
Rendón je po mnenju mnogih najpomembnejši kolumbijski karikaturist 20. stoletja.

## Življenje
Za umetnost se je začel zanimati že v otroštvu in se od nekdaj pridruževal politično in družbeno odklonskim skupinam. Leta 1915 se je pridružil literarnemu gibanju Los Panidas. Ob svojem poreklu iz premožne aristokratske družine se je povezal z bogotanskimi elitami, a je do njih vedno ohranjal določeno razdaljo. Delal je za časnike La República, El Espectador in El Tiempo. 
Leta 1931 je v Bogoti storil samomor.